# La vida imaginaria
La vida imaginaria es una obra de Mara Torres publicada en 2012. Se trata de una novela original, divertida y desenfadada, que cuenta las confesiones de Fortunata Fortuna. La vida imaginaria le valió a Mara Torres para ser la finalista del Premio Planeta 2012. 

## Sinopsis
Cuando Beto la deja, Nata ve su mundo patas arriba. Pero la vida sigue y las vivencias de Nata la llevan rumbo a un lugar en el que todo puede pasar. La vida continua tras la pérdida de la protagonista, lo que le hace visionar la vida de un modo más místico. Este personaje, según los expertos, llegará a la ficción para perdurar.

## Impacto
A raíz de la nominación del libro como Finalista del Premio Planeta en el año 2012, el libro experimentó un aumento de ventas, a la vez que la autora del mismo, Mara Torres, realizó cientos de entrevistas en diversos medios de comunicación. Su aparición más llamativa fue en el conocido programa "La Resistencia", conducido por el famoso presentador David Broncano. Dicha entrevista ha tenido más de 1 millón y medio de visitas en "Youtube".